# Allogamus mortoni
Allogamus mortoni là một loài Trichoptera trong họ Limnephilidae. Chúng phân bố ở miền Cổ bắc.